# Berthecourt
Berthecourt és un municipi francès, situat al departament de l'Oise i a la regió dels Alts de França. L'any 2007 tenia 1.551 habitants.

## Demografia

### Població
El 2007 la població de fet de Berthecourt era de 1.551 persones. Hi havia 520 famílies de les quals 72 eren unipersonals (32 homes vivint sols i 40 dones vivint soles), 180 parelles sense fills, 228 parelles amb fills i 40 famílies monoparentals amb fills.
La població ha evolucionat segons el següent gràfic:
Habitants censats

### Habitatges
El 2007 hi havia 573 habitatges, 537 eren l'habitatge principal de la família, 12 eren segones residències i 24 estaven desocupats. 527 eren cases i 44 eren apartaments. Dels 537 habitatges principals, 383 estaven ocupats pels seus propietaris, 145 estaven llogats i ocupats pels llogaters i 9 estaven cedits a títol gratuït; 3 tenien una cambra, 24 en tenien dues, 75 en tenien tres, 159 en tenien quatre i 276 en tenien cinc o més. 422 habitatges disposaven pel capbaix d'una plaça de pàrquing. A 226 habitatges hi havia un automòbil i a 265 n'hi havia dos o més.

### Piràmide de població
La piràmide de població per edats i sexe el 2009 era:
| Homes | Edats   | Dones |
| ----- | ------- | ----- |
| 0     | 95 o +  | 4     |
| 4     | 90 a 94 | 16    |
| 4     | 85 a 89 | 4     |
| 4     | 80 a 84 | 4     |
| 16    | 75 a 79 | 20    |
| 24    | 70 a 74 | 16    |
| 24    | 65 a 69 | 28    |
| 28    | 60 a 64 | 48    |
| 28    | 55 a 59 | 28    |
| 20    | 50 a 54 | 28    |
| 52    | 45 a 49 | 24    |
| 76    | 40 a 44 | 52    |
| 44    | 35 a 39 | 88    |
| 84    | 30 a 34 | 48    |
| 36    | 25 a 29 | 40    |
| 32    | 20 a 24 | 32    |
| 44    | 15 a 19 | 40    |
| 72    | 10 a 14 | 48    |
| 72    | 5 a 9   | 44    |
| 20    | 0 a 4   | 56    |

## Economia
El 2007 la població en edat de treballar era de 1.004 persones, 762 eren actives i 242 eren inactives. De les 762 persones actives 684 estaven ocupades (366 homes i 318 dones) i 78 estaven aturades (43 homes i 35 dones). De les 242 persones inactives 91 estaven jubilades, 89 estaven estudiant i 62 estaven classificades com a «altres inactius».

### Ingressos
El 2009 a Berthecourt hi havia 540 unitats fiscals que integraven 1.552,5 persones, la mediana anual d'ingressos fiscals per persona era de 19.330 €.

### Activitats econòmiques
Dels 41 establiments que hi havia el 2007, 6 eren d'empreses de fabricació d'altres productes industrials, 8 d'empreses de construcció, 9 d'empreses de comerç i reparació d'automòbils, 2 d'empreses de transport, 1 d'una empresa d'hostatgeria i restauració, 2 d'empreses financeres, 3 d'empreses immobiliàries, 4 d'empreses de serveis, 2 d'entitats de l'administració pública i 4 d'empreses classificades com a «altres activitats de serveis».
Dels 14 establiments de servei als particulars que hi havia el 2009, 1 era una oficina de correu, 1 funerària, 2 tallers de reparació d'automòbils i de material agrícola, 3 fusteries, 2 lampisteries, 2 electricistes, 1 empresa de construcció, 1 perruqueria i 1 agència immobiliària.
L'únic establiment comercial que hi havia el 2009 era una floristeria.
L'any 2000 a Berthecourt hi havia 4 explotacions agrícoles.

## Equipaments sanitaris i escolars
El 2009 hi havia una escola elemental.

## Poblacions més properes
El següent diagrama mostra les poblacions més properes.